# Wuffinger

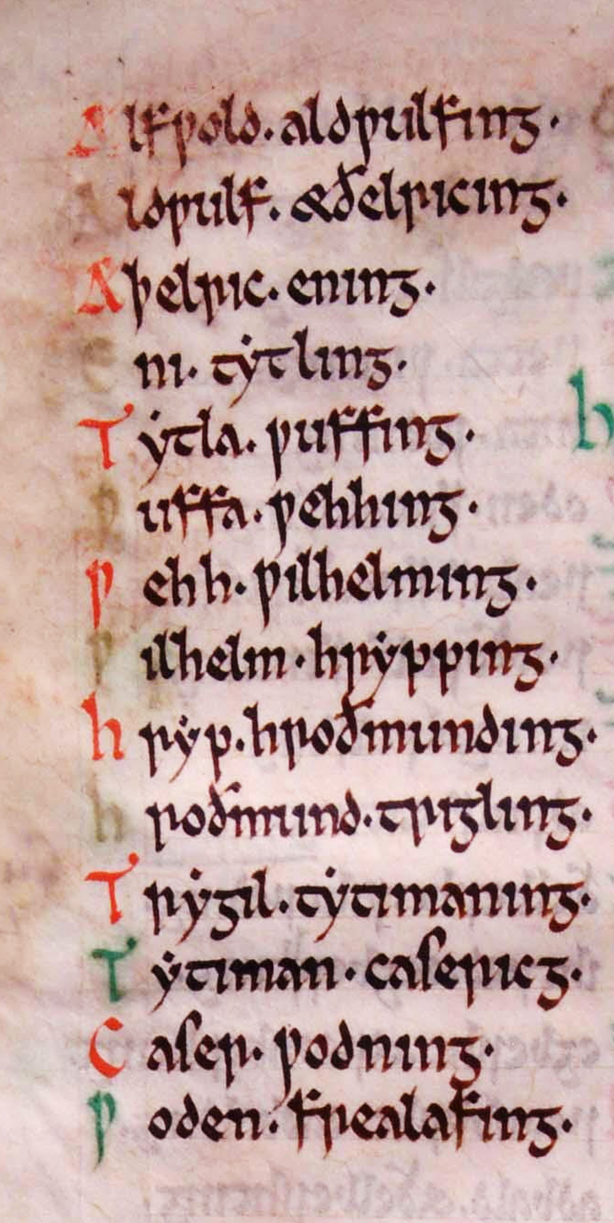
Abstammung Ælfwalds im Textus Roffensis

Das Königreich East Anglia während der Herrschaft der Wuffingas, begrenzt durch die Nordsee, den Fluss Stour, den Devil's Dyke und die Fens

Die Wuffinger (altenglisch Wuffingas) waren vom 6. bis zur Mitte des 8. Jahrhunderts die Königsdynastie im angelsächsischen Königreich East Anglia.

## Mythische Herkunft
Nach der Genealogie in der Historia Brittonum (Geschichte der Briten) stammte das Geschlecht (fiktiv) von Wodan ab.
Möglicherweise stammen die Wuffinger aus dem schwedisch-baltischen Geschlecht der Wylfinger, die im Beowulfepos genannt werden. Hroðmund wurde mit dem gleichnamigen Sohn des Dänenkönigs Hrothgar assoziiert. Wehha wurde mit Weohstan, dem Vater Wiglafs, in Verbindung gebracht.
Einige Historiker halten bereits Wehha († um 571) für eine historische Person, während es für andere noch fraglich ist, ob es sich bei Wuffa um eine historische Person oder einen nur mythischen Dynastiegründer handelt.

## Historische Dynastie
Der erste „historische“ König war Rædwald (um 593–um 625), der als Bretwalda anerkannt wurde. Diese Vormachtstellung verlor East Anglia nach Rædwalds Tod an Northumbria. Rædwalds Sohn und Nachfolger Eorpwald wurde um 627/628 vom Usurpator Ricbert ermordet. Das nur oberflächlich christianisierte East Anglia fiel ins Heidentum zurück.
Um 631 bestieg Eorpwalds Halbbruder Sigebert den Thron. Er holte Missionare ins Land und errichtete nach fränkischem Vorbild eine Schule. Sigebert dankte um 637 ab und zog sich als Mönch in ein Kloster zurück. Auf ihn folgte sein Verwandter Ecgric, der bereits als Unterkönig in einem Teil East Anglias regiert hatte. Beide fielen, ebenso wie König Anna (um 640–654) im Kampf gegen den expansiven König Penda von Mercia. Vermutlich setzte Penda Annas Bruder Æthelhere (654–655) als subregulus (Unterkönig) ein. Æthelhere war in seiner kurzen Herrschaft offenbar weitgehend von Penda abhängig.
Unter Æthelheres Bruder Æthelwald (655–664) wurde East Anglia wieder selbständig und konnte vermutlich sogar Einfluss auf das benachbarte Königreich Essex ausüben. Æthelwalds Neffe Ealdwulf (664–713) geriet seit etwa 685 unter die immer stärker werdende Vorherrschaft Mercias. Mit dem Tod seines Sohnes Ælfwalds (713–749) erlosch die Dynastie der Wuffinger im Jahr 749.

## Stammbaum
Im Stammbaum der Wuffinger sind Könige durch Fettschrift hervorgehoben.
- Wodan

- Caser

- Tyttman

- Trygil

- Hroðmund

- Hryp

- Wilhelm

- Wehha (?–571)

- Wuffa (571–578)

- Tyttla (578–593/599)

- Rædwald (593/599–um 625)

- Rægenhere († 616)
- Eorpwald (625–627/628)
- Sigeberht (630/631–um 637), (Stiefsohn)
- Ecgric (um 637–640), Herkunft unsicher, möglicherweise ein Sohn Rædwalds oder Enis

- Eni († um 618)

- Anna (um 640–654)

- Seaxburg († 699) ⚭ Earconberht I., König von Kent
- Æthelthryth (* um 636, † 679) ⚭I. Tondberht ⚭II. Ecgfrith, König von Northumbria
- Æthelburh (unehelich)
- Wihtburh
- Jurmin († 654)
- Sæthryth (Stieftochter)

- Æthelhere (auch Æthelric; 654–655) ⚭ Hereswitha

- Ealdwulf (664–713)

- Ælfwald (713–749)
- Ecgburh, Äbtissin von Repton
- Ælric

- Æthelwald (655–664)